# Lahe (Fluss)
Die Lahe ist ein 20 km (ohne Große Aue) langer Nebenfluss der Soeste im niedersächsischen Landkreis Cloppenburg. Die Lahe entspringt als Große Aue im Garreler Ortsteil Tweel und erhält östlich von Bösel in Aumühlen ⊙ den Namen Lahe. Das Flüsschen verläuft in nordwestlicher Richtung, später fast parallel zum Lahe-Ableiter, der einen Teil ihres Wassers dem Küstenkanal zuführt. Der Fluss knickt dann südlich von Ahrensdorf bei Friesoythe ab, um südlich von Kampe bei Ikenbrügge in die Soeste zu münden. Der Flusslauf ist auf seiner gesamten Länge als Naturschutzgebiet ausgewiesen.
Hauptfischarten in der Lahe sind Hechte, Zander, Barsche, viele Aale, Karpfen, selten Schleien, Forellen und viele verschiedene Weißfischarten.
Die Laheniederung ist eine grünlandreiche Niederungslandschaft. Diese bietet einen ausgezeichneten Lebensraum für Wiesenvögel, darunter Großer Brachvogel, Kiebitz, Braunkehlchen und Schafstelze. Deutlich ausgeprägt ist der Übergang von der Geest zur Talniederung.
Entlang der Lahe wurden Werkzeuge aus der mittleren Steinzeit (8000 bis 4000/3000 v. Chr.) gefunden.
Nördlich der Lahe liegt eine 4 m hohe Flussdüne, das Naturdenkmal Tateberg, die mit Kratteichen bewachsen ist.